# إكسبو 2023 الدوحة
المعرض الدولي للبستنة 2023 أو معرض إكسبو 2023 هو معرض دولي للبستنة تستضيفه الدوحة، قطر، حيث بدأ المعرض بالدوحة في 2 أكتوبر 2023 واختُتم في 28 مارس 2024.   وكان من المقرر أن ينعقد المعرض في الفترة من 14 أكتوبر 2021 إلى 17 مارس 2022، إلا أنه تمت إعادة جدولته إلى عام 2023 جراء جائحة كوفيد-19. اعترفت الجمعية العامة للمكتب الدولي للمعارض (BIE) في باريس به رسميًا في 22 نوفمبر 2018 باعتباره معرضًا دوليًا للبستنة. أُقيم المعرض تحت شعار "صحراء خضراء، بيئة أفضل".  وتم تخصيص مساحة تبلغ 150,000 مترًا مربعًا للمشاركين الدوليين، حوالي 80-هكتار (200-أكر) . 

## أهداف
كان موضوع معرض إكسبو 2023 الدوحة، قطر، "صحراء خضراء، بيئة أفضل". ولتحقيق هذه الأهداف في مجال الاستدامة، تعاون المنظمون مع المنظمة الخليجية للبحث والتطوير (GORD). وكان الهدف هو "تشجيع الناس وإلهامهم وتثقيفهم حول أحدث الأساليب للحد من التصحر". وكان من المقرر أن يوفر المعرض منتدى عالميًا للمتخصصين والمنظمات غير الحكومية وصناع القرار والمشاركين لمناقشة قضية "التصحر" العالمية.
وقد تميّز معرض إكسبو 2023 الدوحة، قطر، بالأهداف التالية، تماشيًا مع رؤية قطر الوطنية 2030:
- إقامة أول معرض بستنة على الإطلاق في مناخ صحراوي.
- جعل قطر مركزًا لهذا المفهوم، بهدف خلق نموذج يحتذى به لـ"المدينة الخضراء" في جميع أنحاء الشرق الأوسط.
- تشجيع البستنة المبتكرة التي تراعي تربة قطر ومياهها ومناخها.
- لتسليط الضوء على معرض إكسبو 2023 في الدوحة، قطر، كمحرك للاستثمار الأجنبي المباشر وآفاق التجارة في قطر.
- لفت الانتباه إلى الروابط بين الرياضة والبيئة وصحة الناس ورفاهيتهم.
- لتوفير حلول إبداعية تُمكّن البشرية من وقف التصحر عاجلاً غير آجل؛
- لإنتاج منتجات بيئية مفيدة تُشكل إرثاً للأجيال القادمة.[7][8]

### رؤية قطر الوطنية 2030
تماشياً مع رؤية قطر الوطنية 2030، وهي خطة استراتيجية صُممت لدفع قطر نحو تحقيق التنمية المستدامة والتحول إلى مجتمع أكثر تقدماً بحلول عام 2030، تُعدّ هذه النسخة مُحفزاً للمبادرات التحويلية. وتهدف إلى تعزيز الوعي العالمي وتشجيع المشاركة الفردية من أجل دعم الأهداف المُحددة في الرؤية. تُعدّ استضافة هذا التجمع مشروعاً يتماشى مع المساعي المتزامنة لمشاريع الاستدامة الوطنية. إنها مبادرة تعاونية تسعى إلى تعزيز ودعم مبادئ الاستدامة على المستوى الوطني من خلال جمع الجهات الفاعلة من مختلف القطاعات، بهدف تعزيز الحوار وتبادل المعرفة وتطوير حلول مبتكرة لمواجهة التحديات البيئية المُلحة. ويُمثل الحدث منصةً لتبادل أفضل الممارسات، وعرض المبادرات الناجحة، وإلهام العمل الجماعي نحو مستقبل أكثر استدامة. ومن خلال نهجه الشامل والتشاركي، يُسهم هذا المشروع في أجندة الاستدامة الوطنية الأوسع، ويُعزز أهمية الجهود التعاونية في تحقيق الأهداف البيئية طويلة المدى.

## إعادة الجدولة
تواصل المنظمون مع المكتب الدولي للمعارض من أجل تأجيل الافتتاح إلى عام 2023، بعد تأجيل إكسبو 2020 من 2020 إلى 2021 وطلب للقيام بذلك من الرابطة الدولية لمنتجي البستنة ، وموافقة حكومة قطر.  وكان الطلب نتيجة الاعتراف بالتحديات التي تواجه الدول المشاركة خلال جائحة كوفيد-19. 
وافقت اللجنة التنفيذية للمكتب الدولي للمعارض على إعادة الجدولة من حيث المبدأ، والذي يعني يخضع الطلب للتصويت في الجمعية العامة القادمة الذي انعقد في 1 ديسمبر 2020. 
وافقت الجمعية العامة على انعقاد المعرض خلال الفترة من 2 أكتوبر 2023 إلى 28 مارس 2024، وأن يطلق عليه اسم معرض البستنة الدولي 2023 الدوحة قطر ، حيث ستركز البلاد خلاله على استضافة كأس العالم لكرة القدم في عام 2022. 

## المشاركون
هناك 74 دولة مشاركة في إكسبو 2023 الدوحة قطر، منها:
- قطر
- المملكة العربية السعودية
- الأردن
- فلسطين
- الإمارات العربية المتحدة
- الكويت
- عمان
- البحرين
- تركيا
- إيطاليا
- اليابان
- هولندا
- كوريا الجنوبية
- أفغانستان
- الجزائر
- أذريبيجان